# Heute nacht passiert’s
Heute nacht passiert’s ist eine deutsche Filmkomödie aus dem Jahre 1953 von Franz Antel mit Theo Lingen, Hans Holt, Hans Leibelt, Ilse Petri und Loni Heuser in den Hauptrollen.

## Handlung
Der alte, angesehene Professor Meerwald hat ein Problem: Eine verblichene Jugendgeliebte hat ihm einen bekannten und gut laufenden Modesalon vererbt. Dies wäre nicht weiter schlimm, wäre seine Ehefrau, die dominante Wanda Meerwald, die daheim ein strenges Regiment führt, nicht so rasend eifersüchtig auf alles und jeden, solange es nur weiblich ist. Daher bringt der alte Meerwald seinen Schwiegersohn Dr. Bräutigam mit ins Spiel. Der näselnde Studienrat einer Mädchenschule, gleichfalls von Haus aus treu-braver Ehemann, soll die Geschäftsführung des Salons übernehmen, bis ein Käufer für dieses (nach damaligem Verständnis) delikate Unternehmen gefunden ist.
Der Oberlehrer sträubt sich zunächst ein wenig, denn seine bessere Hälfte Evchen ist genauso eifersüchtig wie die Frau Schwiegermama. Und so erzählt auch Dr. Bräutigam ihr nichts von seinem neuen Nebenjob. Der macht ihm aber zunehmend Spaß, zumal man dort ständig in Kontakt mit allerlei hübschen jungen Damen kommt, darunter diverse Laufsteg-Mannequins. Lustspielgemäß entstehen aus dieser heiklen Konstellation zahlreiche Missverständnisse, die den sittsamen Lehrer-Gatten in die eine oder andere Bredouille bringen. Als seine Ehe schon fast am Rande des Scheiterns und auch sein Lehrerberuf auf der Kippe steht, spürt die Schwiegermutter den wahren Erben des Salons auf, und in beide Ehen kehrt wieder Ruhe ein.

## Produktionsnotizen
Heute nacht passiert’s entstand im Frühjahr 1953 im Filmstudio von Wien-Kalvarienberg sowie in Oberbayern und in München und wurde am 21. Mai 1953 in Berlin und anderen bundesdeutschen Städten uraufgeführt.
Mitproduzent Jochen Genzow und Rudolf Wischert übernahmen die Produktionsleitung, die Filmbauten gestalteten Arne Flekstad und Sepp Rothauer.

## Kritiken
Im Lexikon des Internationalen Films urteilte: „Verwechslungskomödie mit Anzüglichkeiten und ohne Eleganz. Nur in einigen Momenten einer gewissen Grotesk-Komik kurzzeitig amüsant.“